# Nazario Pardini
Nazario Pardini   (Arena Metato, 25 de febrer de 1937) és un poeta, crític literari i assagista italià.
Es va llicenciar en literatura comparada i filosofia per la Universitat de Pisa i també és blogger. Pardini és respectat als cercles literaris italians tant per la seva producció creativa com per les seves contribucions crítiques a la poesia i la literatura contemporànies.

## Obra publicada
Pardini ha publicat nombrosos poemes i obres de crítica literària. Entre ells:
- 2000: Si aggirava nei boschi una fanciulla. 45 momenti di un viaggio fantastico, ma poco inverosimile, tra i predicatori dell'Occidente, eidicions ETS
- 2002: Le simulazioni dell'azzurro - Poesie 1997-2001, eidicions ETS
- 2010: Canti damore, Booksprint Edizioni
- 2011: Riccardo, racconti brevi, Booksprint Edizioni
- 2013: Dicotomie, eidicions The Writer
- 2015: I canti dell'assenza, eidicions The Writer
- 2017: Di mare e di vita, eidicions Macabor[4]
- 2021: I dintorni della solitudine, Guido Miano Editore

## Premis i guardons
- Premio Micheloni, Sirio Guerrieri en La Spezia
- Premio CinqueTerre en Porto Venere[5]
- Premio Portus Lunae en La Spezia
- Premio Città di Pontremoli en Pontremoli
- Premio Le Regioni en Pisa
- Premio alla carriera poetica, 1° Premio Ponte Vecchio, en Florència, 2014/2015
- Diploma Apollinari, de la Facoltà di Scienze della Comunicazione Sociale de l'Universitat Pontifícia Salesiana[6]
- Premio Le Muse en Florència
- Premio Mario Tobino en Vezzano Ligure[7]